# Mondeville (Essonne)
Mondeville  [mɔ̃d̪ǝvil] je francouzská obec v departementu Essonne v regionu Île-de-France. V obci se nachází kostel svatého Martina z Tours.

## Poloha
Obec Mondeville se nachází asi 41 km jižně od Paříže. Obklopují ji obce Champcueil od severu na východ, Soisy-sur-École na jihovýchodě, Videlles na jihu a Baulne od jihozápadu k severozápadu.

## Vývoj počtu obyvatel
Počet obyvatel